# A Visit to the Seaside
A Visit to the Seaside è un film muto girato con Kinemacolor. È un corto di 8 minuti diretto da George Albert Smith di Brighton, che mostra delle persone portare a termine delle attività quotidiane. È stato il primo film a colori proiettato in pubblico.

## Date di rilascio
- Regno Unito settembre 1908
- Stati Uniti dicembre 1910